# Chorizagrotis sorror
Chorizagrotis sorror är en fjärilsart som beskrevs av Smith 1887. Chorizagrotis sorror ingår i släktet Chorizagrotis och familjen nattflyn. Inga underarter finns listade i Catalogue of Life.